# 라몬 모랄레스
라몬 모랄레스 이게라(스페인어: Ramón Morales Higuera, 1975년 10월 10일 ~ )는 멕시코의 축구 선수이다. 포지션은 윙 미드필더이다. 현재 에스투디안테스 테코스에서 뛰고 있다.
그의 동생인 카를로스 아드리안 모랄레스 또한 축구 선수이며, 포지션 또한 윙 미드필더이다.

## 클럽 경력
모랄레스는 1995년 테코스 UAG전에서 데뷔했다. 빠른 발과 공격 전개 능력, 좋은 드리블, 강력한 왼발 슛으로 인해 멕시코의 뛰어난 왼쪽 미드필더로 여겨졌다. 특히 모랄레스는 중거리 프리킥을 잘차는 것으로 유명했다. 모랄레스는 주로 왼쪽 미드필더로 뛰지만 가끔 왼쪽 공격수나 왼쪽 윙백으로 뛰기도 하는 다재다능한 선수이다.
모랄레스는 CD 과달라하라의 주요 선수였고 역습 전개와 정확한 크로스와 패스로 팀을 도왔다. 2006년 전기리그 우승의 핵심 선수였고, 2006년 12월 27일 CD 과달라하라의 새 주장으로 임명됐다. 2010년 에스투디안테스 테코스로 이적했다.

## 국가대표팀 경력
모랄레스는 2001년 7월 12일 브라질전에서 국가대표 데뷔를 했다. 2002년 FIFA 월드컵에 출전해 4경기를 뛰었고, 2004년 코파 아메리카에서 아르헨티나를 상대로 프리킥 골을 넣어 멕시코의 첫 아르헨티나전 승리를 거두는데 큰 역할을 했다. 그는 또한 2005년 FIFA 컨페더레이션스컵과 2006년 FIFA 월드컵에도 출전했다.

## 국가대표팀 득점
| # | 일시       | 장소                         | 상대 국가  | 스코어 | 결과 | 매치 형식               |
| - | ---------- | ---------------------------- | ---------- | ------ | ---- | ----------------------- |
| 1 | 2001-08-23 | 멕시코, 베라크루스           | 라이베리아 | 1-0    | 5-4  | 친선 경기               |
| 2 | 2002-03-13 | 미국, 샌디에이고             | 알바니아   | 3-0    | 4-0  | 친선 경기               |
| 3 | 2004-07-10 | 페루, 치클라요               | 아르헨티나 | 1-0    | 1-0  | 2004년 코파 아메리카    |
| 4 | 2005-03-30 | 파나마, 파나마 시            | 파나마     | 1-0    | 1-1  | 2006년 FIFA 월드컵 예선 |
| 5 | 2005-04-27 | 미국, 시카고                 | 폴란드     | 1-0    | 1-1  | 친선경기                |
| 6 | 2007-06-27 | 베네수엘라, 푸에르토오르다스 | 브라질     | 1-0    | 2-0  | 2007년 코파 아메리카    |